# Lucrecia Hernández Mack
Lucrecia María Hernández Mack (Città del Guatemala, 16 novembre 1973 – Città del Guatemala, 6 settembre 2023) è stata un medico e politica guatemalteca, deputato del Congresso dal 2020 fino alla sua morte nel 2023. Nel luglio 2016, il presidente Jimmy Morales l'ha nominata ministro della Sanità pubblica e Assistenza Sociale, diventando la prima donna a ricoprire quell'incarico. Nel 2017, si è dimessa da ministro per protestare contro l'ordine del presidente Morales di espellere l'investigatore anti-corruzione delle Nazioni Unite Ivan Velásquez Gómez.
Membro del Movimento Semilla, è stata al Congresso dopo aver vinto le elezioni generali del 2019. Nel 2023 annunciò la sua decisione di non chiedere la rielezione al Congresso. Nel settembre dello stesso anno morì a causa del cancro di cui soffriva dal 2020.

## Biografia
Nata il 16 novembre 1973,  Lucrecia Hernández Mack era la figlia dell'antropologa Myrna Mack. Nel 1990, Myrna Mack fu assassinata da uno squadrone della morte militare a causa delle sue critiche al trattamento riservato dal governo guatemalteco agli sfollati interni, in particolare alle popolazioni indigene Maya. Il suo omicidio portò successivamente a un caso davanti alla Corte interamericana dei diritti umani attraverso la quale la sua famiglia ricevette un risarcimento dallo Stato.
Hernández Mack studiò medicina all'Università di San Carlos de Guatemala. Conseguì un master in Sanità Pubblica presso l'Università Rafael Landívar e un dottorato presso l'Università Autonoma Metropolitana del Messico (UAM). Dopo la laurea, lavorò come consulente in diverse organizzazioni internazionali quali l'Organizzazione Panamericana della Sanità e l'Organizzazione Mondiale della Sanità.
Nel 2015 fu attivamente coinvolta nelle proteste che portarono alle dimissioni del presidente Otto Pérez Molina.

### Ministro della Sanità
Il 27 luglio 2016 fu nominata da Jimmy Morales Ministro della sanità pubblica e dell'assistenza sociale, in sostituzione di Alfonso Cabrera che era in carica per sei mesi e mezzo e che si era dimesso per motivi personali. Al suo insediamento, dichiarò che uno dei suoi primi obiettivi era quello di fermare e invertire, per quanto possibile, il collasso dei servizi sanitari pubblici e ripristinare la copertura vaccinale che non era stata realizzata negli ultimi due anni. Si dimise il 27 agosto 2017 dopo che il presidente Jimmy Morales aveva espulso il capo della Commissione internazionale contro l'impunità (CICIG), il colombiano Iván Velásquez. Lucrecia Hernández Mack fu la prima a presentare le sue dimissioni irrevocabili, sostenendo che, dal momento in cui il presidente dichiarava "non grato" il commissario Velásquez, diventava una persona favorevole all'impunità. Insieme a lei si dimisero i viceministri Adrián Chávez, Juan Carlos Verdugo Urrejola e Édgar Rolando González Barreno, e successivamente altri membri del governo.

### Rappresentante del Congresso
Nel 2017 è stato fondato il partito politico progressista "Movimiento Semilla", di cui lei fece parte ed il cui candidato alla presidenza Bernardo Arévalo vinse le elezioni del 2023. Nelle elezioni del 2019 venne eletta rappresentante del Congresso del Guatemala e si insediò il 14 gennaio 2020.
Hernández Mack morì il 6 settembre 2023, all'età di 49 anni, a Città del Guatemala, malata di cancro.

## Vita privata
Lucrecia Hernández Mack ebbe due figli.

## Opere
- Transformando el sistema público de salud desde el primer nivel de atención; Lucrecia Hernández Mack insieme a César Sánchez, Juan Carlos Verdugo, Lidia Morales, Carmen Alicia Arriaga, Zully Hernández, Instituto de Salud Incluyente y Médicos Mundi Navarra, 2012
- Ajustes, reforma y resultados: las políticas de salud de Guatemala, 1985-2010, PNUD, 2011
- Del dicho al hecho... Los avances de un primer nivel de atención en salud incluyente; Lucrecia Hernández Mack insieme a Juan Carlos Verdugo Urrejola, Velia Lorena Oliva Herrera, Lidia Cristina Morales, Carmen Arriaga de Vásquez, César Sánchez.  Médicos Mundi Navarra, CORDAID, Unión Europea, 2008
- Sistemas de Salud: marco conceptual, PNUD, International Development Research Center.  Documento técnico para el proyecto "La construcción social del futuro de la salud de Guatemala", a cargo del Programa de Naciones Unidas para el Desarrollo en Guatemala, con el financiamiento del International Development Research C, 2007
- Hacia un primer nivel de atención en salud incluyente -bases y lineamientos-. Lucrecia Hernández Mack insieme a Juan Carlos Verdugo Urrejola, José MIranda Gómez, José Luis Albizu, Lidia Morales, Instancia Nacional de Salud, Medicus Mundi Navarra, 2002